# پاتریک مایر (بازیکن فوتبال آلمانی)
پاتریک مایر (انگلیسی: Patrick Mayer؛ زادهٔ ۲۸ مارس ۱۹۸۸) بازیکن فوتبال اهل آلمان است.
از باشگاه‌هایی که در آن بازی کرده‌است می‌توان به باشگاه فوتبال وهن ویسبادن، باشگاه فوتبال اشتوتگارت، باشگاه فوتبال آگسبورگ، و باشگاه فوتبال هایدنهایم اشاره کرد.